# Eva Bowring
Eva Kelly Bowring (Nevada, 9 de janeiro de 1892 – Gordon, 8 de janeiro de 1985) foi uma política norte-americana. Filiada ao Partido Republicano, foi nomeada para o Senado dos Estados Unidos pelo Nebraska para preencher a vaga causada pela morte do Senador Dwight Griswold. Bowring integrou o Senado de abril a novembro de 1954.